# Округ Бари (Мисури)
Округ Бари (енгл. Barry County) је округ у америчкој савезној држави Мисури.

## Демографија
По попису из 2010. године број становника је 35.597, што је 1.587 (4,7%) становника више него 2000. године.
| Група             | 2000.          | 2010.          |
| Белци             | 31.486 (92,6%) | 31.505 (88,5%) |
| Афроамериканци    | 39 (0,1%)      | 107 (0,3%)     |
| Азијати           | 91 (0,3%)      | 467 (1,3%)     |
| Хиспаноамериканци | 1.713 (5,0%)   | 2.745 (7,7%)   |
| Укупно            | 34.010         | 35.597         |